# Brüsewitz-Zentrum
Brüsewitzovo centrum, německy Brüsewitz-Zentrum je německá společnost pojmenovaná po evangelickém faráři Oskaru Brüsewitzovi, jenž v roce 1976 způsobil velký rozruch svým veřejným sebeupálením v Zeitzu v tehdejší NDR. Centrum získalo svůj název i přes protesty německé evangelické církve a vdovy po faráři.
Založení centra je spojeno s iniciativou členů Panevropy Olafa Kappelta, Bernda Posselta a Valpurgy Habsburské. Cílem centra je napravit škody na veřejném chápaní a uvědomování si náboženské svobodě napáchané východoněmeckým režimem. Založení centra podpořili mj. Otto von Habsburg, ministerští předsedové Franz Josef Strauß, Bernhard Vogel a Gerhard Stoltenberg.
Při příležitosti zřízení Brüsewitzova centra byl 18. června 1977 v Bad Oeynhausenu založen spolek křesťansko-panevropské studie. Také v samotném Bad Oeynhausenu bylo téhož roku 18. října založeno Brüsewitz-Zentrum. Podle stanov centra je jeho cílem, přispět v křesťanském duchu k dodržování základních a lidských práv, k lepšímu porozumění, spolupráci a solidaritě v celém německém národě, v Evropě a mezi národy světa (im christlichen Geiste der Grund- und Menschenrechte zur besseren Verständigung, Zusammenarbeit und Solidarität im ganzen deutschen Volk, in Europa und zwischen den Völkern der Welt beizutragen). K činnostem centra patřilo také rozšíření zveřejňování otázek týkajících se lidských práv a náboženské svobody, přímá právní a hmotná podpora křesťanů v NDR a také zaopatřování východoněmeckých uprchlíků.
Centrum mj. spolupracovalo s Mezinárodním společenstvím pro lidská práva (IGFM). Příspěvky z veřejných prostředků dostávalo centrum přes Spolkové ministerstvo pro vnitroněmecké vztahy, Spolkové centrály pro politické vzdělání a také od Evropského společenství.
Členy správního výboru byli mj. Otto von Habsburg, Heinrich Aigner, Hans Graf Huyn, Luděk Pachman, Heinrich Lummer nebo Lothar Bossle. Jeden ze členů představenstva, Jörn Ziegler, byl dlouholetým předsedou západoněmecké odnože IGFM a předsedou Německého cechovního spolku.
Brüsewitz-Zentrum bylo chápáno jako radikální protikomunistická organizace a stavělo se proti církevním okruhům NDR, které se pokoušely o porozumění s tehdejší vládou. Znovusjednocením Německa ztratilo svůj význam, jeho členové však i nadále zůstali uskupeni kolem pravicově konzervativního studijného centra Weikersheim. 
Následkem německého sjednocení roku 1990 došlo k výraznému útlumu aktivit centra. Dnešním předsedou Brüsewitzova centra resp. Křesťansko-Panevropské studie je Wolfgang Stock. Brüsewitz-Zentrum dne 27. května 2004 předalo společnou dokumentaci Spolkové nadaci pro zpracování diktatury SED.